# 长颈鹿
長頸鹿 ，又稱麒麟鹿，是哺乳动物偶蹄目下一个属，栖居于非洲，是世界上最高的哺乳动物。通常认为，该属目前仅由一个物种组成，仅存的努比亚长颈鹿为该物种的模式種，为濒危野生动植物种国际贸易公约附录II所列的保护动物。但若使用不同方法去分析的话，现存的长颈鹿可以细分为一至八个物种不等。此外，人们目前还发现了七种已灭绝的长颈鹿的化石。
长颈鹿的显著特征有长脖子、长腿、皮骨角，以及它们特有的毛发形态。在生物分类上，它与基因最相近的㺢㹢狓同属长颈鹿科。长颈鹿的分布北起乍得，南达南非，西到尼日尔，东至索马里，常居于疏林草原或是疏林。它们以食用含羞草亚科为主的木本植物的树叶、水果以及花朵为生，其长长的脖子能让它们吃到其他动物够不到的植物。它们也可能成为狮、豹、斑鬣狗和非洲野犬的猎物。长颈鹿是群居动物，带着幼崽的雌鹿和无血缘关系的成年雄鹿都倾向于组成各自的群体，不过它们喜欢社交，有时也会聚到更大的一群里。雄鹿透過脖击（即以脖子为武器的角斗）划分社会等级，当中的优胜者得以与雌鹿交配。雌鹿的唯一责任为养育幼崽。
长颈鹿以其独特的外观和行为成为了从古至今的各种文化的组成元素，经常出现在绘画、书籍、漫画之中。國際自然保護聯盟认定其为易危物種，在部分地区已经局部地區滅絕。长颈鹿是众多國家公園和主题公园的常客，截至2010年，动物园中的长颈鹿有1,600多头。截至2015年，世界上总共约有97,500头长颈鹿。

## 分类
1758年，卡尔·林奈将现存的长颈鹿根据二名法归入鹿屬 。但摩顿·思伦·布兰尼奇于1772年将其重新分类为长颈鹿属，其种名camelopardalis来源于拉丁语。

### 演化
|  | 鹿科                                          |
|  |                                               |
|  | \| \| 牛科 \| \| \| \| \| \| 麝科 \| \| \| \| |
|  |                                               |
|  | 牛科                                          |
|  |                                               |
|  | 麝科                                          |
|  |                                               |

|  | 牛科 |
|  |      |
|  | 麝科 |
|  |      |

|  | 鹿科                                          |
|  |                                               |
|  | \| \| 牛科 \| \| \| \| \| \| 麝科 \| \| \| \| |
|  |                                               |
|  | 牛科                                          |
|  |                                               |
|  | 麝科                                          |
|  |                                               |

|  | 牛科 |
|  |      |
|  | 麝科 |
|  |      |

|  | 鹿科                                          |
|  |                                               |
|  | \| \| 牛科 \| \| \| \| \| \| 麝科 \| \| \| \| |
|  |                                               |
|  | 牛科                                          |
|  |                                               |
|  | 麝科                                          |
|  |                                               |

|  | 牛科 |
|  |      |
|  | 麝科 |
|  |      |

|  | 鹿科                                          |
|  |                                               |
|  | \| \| 牛科 \| \| \| \| \| \| 麝科 \| \| \| \| |
|  |                                               |
|  | 牛科                                          |
|  |                                               |
|  | 麝科                                          |
|  |                                               |

|  | 牛科 |
|  |      |
|  | 麝科 |
|  |      |

|  | 鹿科                                          |
|  |                                               |
|  | \| \| 牛科 \| \| \| \| \| \| 麝科 \| \| \| \| |
|  |                                               |
|  | 牛科                                          |
|  |                                               |
|  | 麝科                                          |
|  |                                               |

|  | 牛科 |
|  |      |
|  | 麝科 |
|  |      |

|  | 鹿科                                          |
|  |                                               |
|  | \| \| 牛科 \| \| \| \| \| \| 麝科 \| \| \| \| |
|  |                                               |
|  | 牛科                                          |
|  |                                               |
|  | 麝科                                          |
|  |                                               |

|  | 牛科 |
|  |      |
|  | 麝科 |
|  |      |

|  | 鹿科                                          |
|  |                                               |
|  | \| \| 牛科 \| \| \| \| \| \| 麝科 \| \| \| \| |
|  |                                               |
|  | 牛科                                          |
|  |                                               |
|  | 麝科                                          |
|  |                                               |

|  | 牛科 |
|  |      |
|  | 麝科 |
|  |      |

|  | 鹿科                                          |
|  |                                               |
|  | \| \| 牛科 \| \| \| \| \| \| 麝科 \| \| \| \| |
|  |                                               |
|  | 牛科                                          |
|  |                                               |
|  | 麝科                                          |
|  |                                               |

|  | 牛科 |
|  |      |
|  | 麝科 |
|  |      |

长颈鹿是偶蹄目长颈鹿科仅有的两个现存的属中的一个，另一个是㺢㹢狓。长颈鹿科曾经一度分布非常广泛，有超过10个属。他们关系最近的已知的近亲是已经灭绝的类鹿的梯角鹿科 。他们和叉角羚科一样（现仅存的物种只有叉角羚）都从属于长颈鹿总科。这些动物很可能是从已经灭绝的古鹿科演化过来，而古鹿科很可能是鹿科的祖先。
长颈鹿脖子的延长可能始于长颈鹿谱系的早期。将现代长颈鹿与其远古时期的近亲相比较显示，长颈鹿最先延长了颅骨附近的椎骨，随后才是下方的其他椎骨。是早期长颈鹿的祖先，关于该物种的历史说法不一，依照在利比亚发现的不同化石，可以追溯到2500万至2000万年前、1700万-1500万年前或1800万–1430万年前。该物种大小中等，体型苗条，形态类似羚羊。始长颈鹿属出现在1500万年前的印度次大陆，类似于㺢㹢狓或小长颈鹿，有较长的脖子和类似的皮骨角。始长颈鹿属可能与与一些其他大型长颈鹿科动物（如西瓦鹿和布拉玛兽）属于同一个演化支。

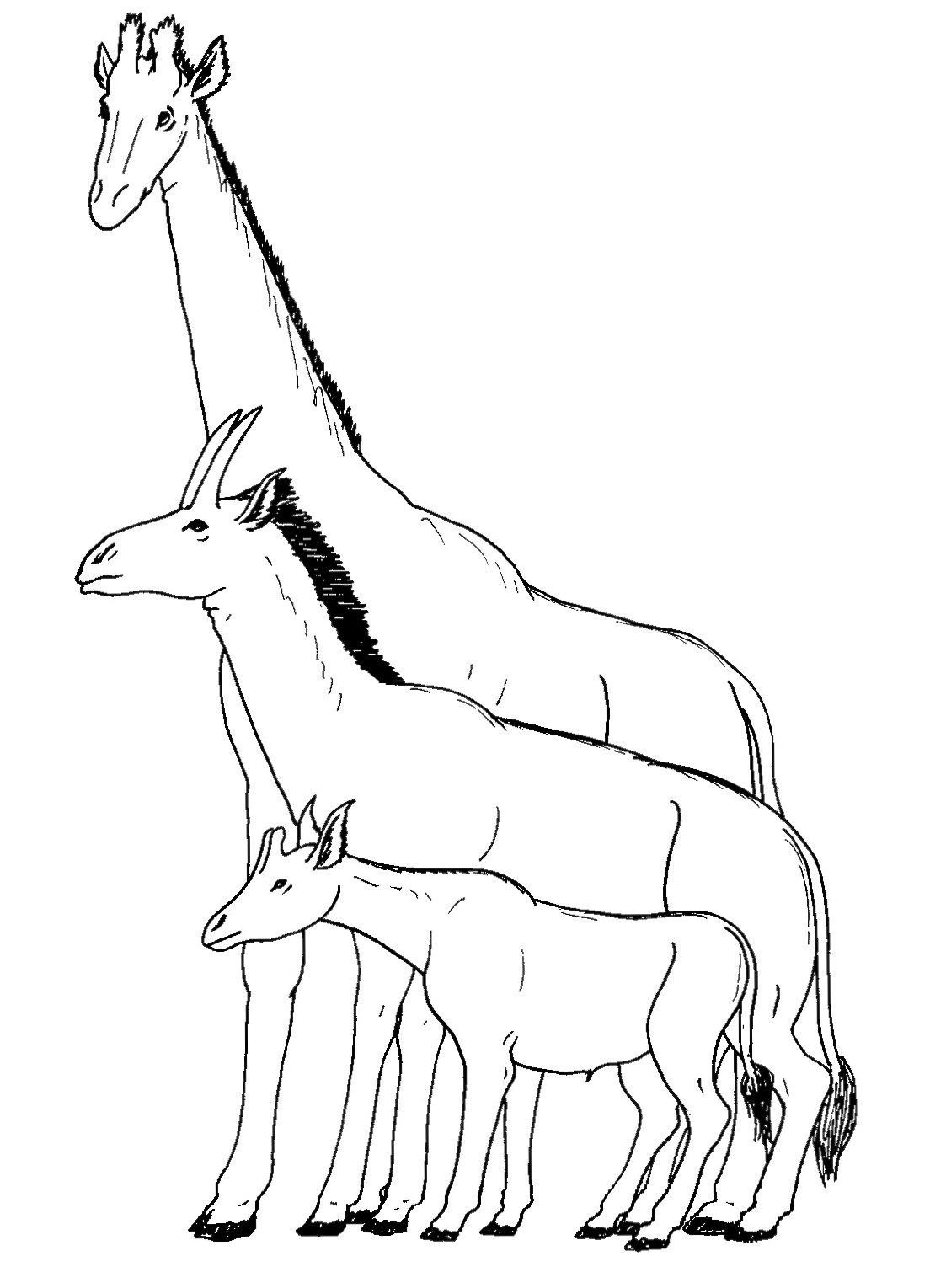
欧亚大陆和非洲的中新世和上新世的灭绝属萨摩麟（中）生物与㺢㹢狓（下）和现代长颈鹿（上）相比的图片。萨摩麟的解剖学特征表明，它的颈部结构正向长颈鹿过渡。

一些长颈鹿科动物，如古長頸鹿、山西獸屬以及萨摩麟，於1400萬年前出現並且居住於歐亞非大陸全境 。这些动物的皮骨角不长毛，鼻竇较小，但头骨更长、更宽。古麟和㺢㹢狓很像，可能是后者的祖先物种。也有学者认为㺢㹢狓所在的谱系在进化的过程中分离出去的时间还要更早一些，在始长颈鹿之前。萨摩麟是长颈鹿谱系中非常重要的過渡种，因为萨摩麟的颈椎长度在现代长颈鹿和㺢㹢狓之间，又比㺢㹢狓的要更竖直些。步氏麟生活在距今900万到700万年前，发源于欧洲东南部，可能是现代长颈鹿的直系祖先之一。步氏麟与现代长颈鹿很像，脖子和腿都很长，皮骨角和牙列的结构也很接近。
因气候问题，步氏麟进入了如今的中国和北印度，并那里演化为长颈鹿属，在距今700万年前左右进入非洲。随着气候变得进一步恶劣，亚洲的长颈鹿尽数灭绝，而非洲的活了下来，并演化成了若干新物种。当代的长颈鹿出现在更新世距今100万年前的东非，有的生物学家认为它们是G. jumae的后代，但也有生物学家认为应该是G. gracilis。G. jumae体型偏大，G. gracilis体型偏小。在大约800万年前，长颈鹿的栖息地由广袤无际的森林变成了更为开阔的空间，科学家认为这是它们进化的主要原因。在此期间，干燥的稀树草原从非洲东北部延展到西印度，C4类植物取代了热带植物。一些学者提出假说，认为新的栖息地让长颈鹿的饮食结构发生了变化（如食用相思树），导致它们的祖先摄入了会导致高变异、高进化速率的毒素。当代长颈鹿的毛皮样式也可能由环境变化而变化。科学家推测，现已灭绝的亚洲长颈鹿的毛发颜色可能更像㺢㹢狓。
长颈鹿的基因組拥有29億碱基对，㺢㹢狓则拥有33亿对，长颈鹿和㺢㹢狓基因中的蛋白也有19.4%相同。在生物学上，这两个物种各自与家牛的基因距离相等，暗示着长颈鹿不是通过高速进化才有了如今独特的外表。长颈鹿与㺢㹢狓的趨異演化大约出现在距今1150万年前，前者身上有一小组调节基因，可能与其身高和与之相对应的体循环系统有关。

### 种及亚种

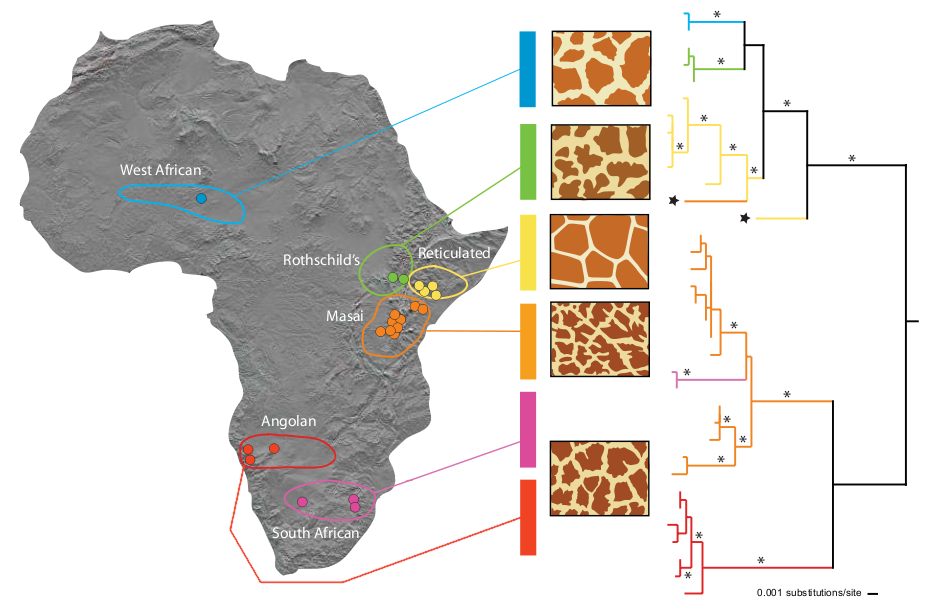
“部分长颈鹿亚种的地理分布、毛发样式、演化关系示意图，由线粒体DNA确定。图中的圆点代表样本采集地。图中右侧的系統發生樹是基于266个长颈鹿样本所得出的最大似然估计，其中各个分支上的星号表示该演化支的自展支持率超过90%。演化支末端的星形标记表示马赛长颈鹿和网纹长颈鹿的並系群单倍型。”

国际自然保护联盟目前仅承认有9个亚种的一个长颈鹿物种。在2001年，有人提出了将长颈鹿分为两种物种的分类建议。2007年一篇关于长颈鹿遗传学的研究建议将其分为6个物种：西非长颈鹿、罗氏长颈鹿、网纹长颈鹿、马赛长颈鹿、安哥拉长颈鹿和南非长颈鹿。该研究从核DNA和线粒体DNA（mtDNA）的遗传差异推论得出，尽管没有自然障碍阻碍不同种类的长颈鹿的相互接近，但一些地理位置很近的长颈鹿群（如罗氏长颈鹿、网纹长颈鹿和马赛长颈鹿）有生殖隔离，很少杂交。研究同时还建议将马赛长颈鹿分为由东非裂谷隔开的两个物种。和源自东非的长颈鹿类似，网纹长颈鹿和马赛长颈鹿拥有最高的线粒体DNA遗传多样性。北非的长颈鹿和网纹长颈鹿更接近，非洲南部的长颈鹿则更靠近马赛长颈鹿一些。长颈鹿更偏好向有相同毛色花纹的同类求偶，幼崽生下即生有花纹。2011年的一项研究从生物形态学的角度研究了长颈鹿，并描述了八种不同的长颈鹿：安哥拉长颈鹿、科尔多凡长颈鹿、努比亚长颈鹿、南非长颈鹿、西非长颈鹿、网纹长颈鹿、罗德西亚长颈鹿和马赛长颈鹿。2016年的一项研究也表明了长颈鹿由多个不同的物种构成。研究人员提出了将长颈鹿分为四种：北方长颈鹿、南方长颈鹿、网纹长颈鹿、马赛长颈鹿。这四种长颈鹿在过去的100万至200万年间都没有基因上的交换。但后来又有新研究发表，提出了先前研究中数据分析的若干问题，并指“不应无条件接受[2016年的那项研究]得出的结论”。一项2020年的研究指出，不同的分类方法会导致不同的生物分类，最后会将长颈鹿属分成两种到六种之间不等的物种。该研究也发现，多物种溯祖分析法会导致对生物进行过度分类，因为这种分类法基于地理位置结构进行分类，而非针对物种进行分类。该研究基于种系发生分析、基因与多物种溯祖分析法，提出将长颈鹿分为三个物种：北方长颈鹿、南方长颈鹿和马赛长颈鹿。
还有七种已灭绝的长颈鹿物种： 
- †Giraffa gracilis
- †Giraffa jumae
- †Giraffa priscilla（英语：Giraffa priscilla）
- †Giraffa punjabiensis
- †Giraffa pygmaea（英语：Giraffa pygmaea）
- †Giraffa sivalensis（英语：Giraffa sivalensis）
- †Giraffa stillei（英语：Giraffa stillei）

G. attica也灭绝了，该物种一度被认为属于长颈鹿属，但1929年被重新分类为步氏麟属。
| 一种                       | 三种                            | 四种                                            | 八种                                                                                                | 说明 | 图片 |
| -------------------------- | ------------------------------- | ----------------------------------------------- | --------------------------------------------------------------------------------------------------- | --- | ---- |
| 长颈鹿 (G. camelopardalis) | 北方长颈鹿（G. camelopardalis） | 北方长颈鹿（G. camelopardalis）                 | 科尔多凡长颈鹿（G. antiquorum）                                                                     | 科尔多凡长颈鹿（G. c. antiquorum）分布于乍得南部，中非共和国，喀麦隆北部以及刚果（金）东北部。之前喀麦隆的种群错误地包括了西非长颈鹿（G. c. peralta）。与努比亚长颈鹿相比，科尔多凡长颈鹿有更小也更不规则的斑点图案，它的斑覆盖肘关节以下以及腿的内侧区域。雄性个体的头部会长有一个中等大小的隆起。人们相信大约有两千只科尔多凡长颈鹿生活在野外，但是科尔多凡长颈鹿和西非长颈鹿在动物园中的数量有相当大的混淆。人们之前以为的欧洲动物园中饲养的西非长颈鹿，在2007年时被证明实际上都是科尔多凡长颈鹿，随着这一修正，生活在动物园中的科尔多凡长颈鹿数量达到了大约65只。之前的亚种刚果长颈鹿（G. c. congoesis）也被归入了科尔多凡长颈鹿。 |      |
| 长颈鹿 (G. camelopardalis) | 北方长颈鹿（G. camelopardalis） | 北方长颈鹿（G. camelopardalis）                 | 努比亚长颈鹿（G. camelopardalis）包括羅氏長頸鹿，也被称作巴林戈长颈鹿或乌干达长颈鹿                 | 努比亚长颈鹿（G. c. camelopardalis）分布于南苏丹，埃塞俄比亚西南部，以及肯尼亚和乌干达。努比亚长颈鹿的栗色斑点被白线包围，边界清晰，同时身体下方缺少斑点，雄性个体头部中央的肿块尤为发达。:51人们认为大约有2150只个体生活在野外，其中大约1500只属于羅氏長頸鹿生态型。随着羅氏長頸鹿并入努比亚长颈鹿亚种，后者在动物园变得中相当常见，但是其最初的表型仍然十分稀有，其中一小群生活在阿联酋的艾恩野生动物园，2003年仅有14只。 罗氏长颈鹿（G. c. rothschildi）可能是努比亚长颈鹿的一个生态型，它们的分布范围包括一部分肯尼亚和乌干达，还可能有部分生活在苏丹南部。罗氏长颈鹿的大块深色斑点通常有着完整边界，也可能有锋利的边缘，深色斑点也会有淡色的辐射线或者条痕，这些斑点长在肘关节以下时并不常见，在蹄部则完全消失。这一生态型可能会长出五个“角”。:53大约有1500只罗氏长颈鹿生活在野外，有450只生活在动物园。依据大约于2016年9月进行的基因分析，努比亚长颈鹿和罗氏长颈鹿（G. c. camelopardalis）是同种的。 |      |
| 长颈鹿 (G. camelopardalis) | 北方长颈鹿（G. camelopardalis） | 北方长颈鹿（G. camelopardalis）                 | 西非长颈鹿（G. peralta）,也被称作尼日尔长颈鹿或尼日利亚长颈鹿                                       | 西非长颈鹿（G. c. peralta）是尼日尔西南部的特有种。它们的毛色比其他亚种更浅，:322红色裂片状的斑点可以长到肘关节以下。西非长颈鹿的皮骨角更为竖直，雄鹿头部有一个中等大小的隆起。:52–53这一亚种是长颈鹿属内最为濒危的亚种，仅有大约400只生活在野外。之前分布于喀麦隆的长颈鹿被认为属于西非长颈鹿但实际上是科尔多凡长颈鹿（G. c. antiquorum）。这一错误也导致对于动物园中长颈鹿的一些混乱认知，但是在2007年已经确定所有在欧洲动物园的西非长颈鹿（G. c. peralta）均为科尔多凡长颈鹿（G. c. antiquorum）。2007年同样的研究也发现比起科尔多凡长颈鹿，西非长颈鹿与罗氏长颈鹿的关系更近，它们的祖先可能随着撒哈拉沙漠的扩大逐渐从东非迁徙到北非它们现在的栖息地。而乍得湖则成了在全新世（公元前5000年以前）分隔科尔多凡长颈鹿和西非长颈鹿的屏障。 |      |
| 长颈鹿 (G. camelopardalis) | 北方长颈鹿（G. camelopardalis） | 网纹长颈鹿（G. reticulata），又称作索马里长颈鹿 | 网纹长颈鹿（G. reticulata），又称作索马里长颈鹿                                                     | 网纹长颈鹿（G. c. reticulata）分布于肯尼亚东北部，埃塞俄比亚南部以及索马里。它有独特的红棕色多边形斑点，并由网状的细白线分割开来。它们的斑点有时会长在肘关节以下，雄性头部长有中等大小的隆起。:53据估计有8660只网纹长颈鹿生活在野外，根据国际物种信息系统的记录，超过450只网纹长颈鹿生活在动物园中。 |      |
| 长颈鹿 (G. camelopardalis) | 南方长颈鹿（G. giraffa）        | 南方长颈鹿（G. giraffa）                        | 安哥拉长颈鹿（G. angolensis），也被称作纳米比亚长颈鹿                                               | 安哥拉长颈鹿（G. c. angolensis）分布于纳米比亚东北部，赞比亚西南部、波札那、辛巴威西部。2009年开展的一项基因研究表明納米比沙漠北部和埃托沙國家公園的种群形成了独立的亚种。这种长颈鹿有着大块的棕色斑点，其边缘有缺口或是棱角。它们的斑点一直长到腿上，但是面部上半部分却没有。脖子和臀部的斑点往往相当小。此种长颈鹿在耳朵上也有白色斑点。:51现估计有13000只安哥拉长颈鹿生活在野外大约20只生活在动物园里。 |      |
| 长颈鹿 (G. camelopardalis) | 南方长颈鹿（G. giraffa）        | 南方长颈鹿（G. giraffa）                        | 南非长颈鹿（G. giraffa），也被称作好望角长颈鹿                                                      | 南非长颈鹿（G. c. giraffa）分布于南非北部、博茨瓦纳南部、津巴布韦南部以及莫桑比克西南部。南非长颈鹿的茶色斑点有时会呈现圆形，延伸到腿上后斑点会变小，雄性头部的隆起也相对较小。:52估计最多有31500只生活在野外，还有45只生活在动物园。 |      |
| 长颈鹿 (G. camelopardalis) | 马赛长颈鹿（G. tippelskirchi）  | 马赛长颈鹿（G. tippelskirchi）                  | 马赛长颈鹿（G. tippelskirchi），也被称作乞力马扎罗长颈鹿                                            | 马赛长颈鹿（G. c. tippelskirchi）分布于肯尼亚中部和南部以及坦桑尼亚。它们延伸到蹄部的斑点非常独特，呈不规则的锯齿状或星状。雄性头部通常长有中等大小的隆起。:54总共有32550只马赛长颈鹿生活在野外，有大约100只生活在动物园中。 |      |
| 长颈鹿 (G. camelopardalis) | 马赛长颈鹿（G. tippelskirchi）  | 马赛长颈鹿（G. tippelskirchi）                  | 索氏长颈鹿（G. thornicrofti，以哈里·斯科特·索尼克罗夫特命名），也被称作卢安瓜长颈鹿或罗德西亚长颈鹿 | 索氏长颈鹿（G. c. thornicrofti）仅仅生活在赞比亚东部的卢安瓜河谷区域。它们的斑点呈锯齿或星状，有时会长满整个腿部，雄性个体的头上没有隆起。:54野外生存的索氏长颈鹿不到550只，没有一头人工饲养。 |      |

## 外观和解剖学

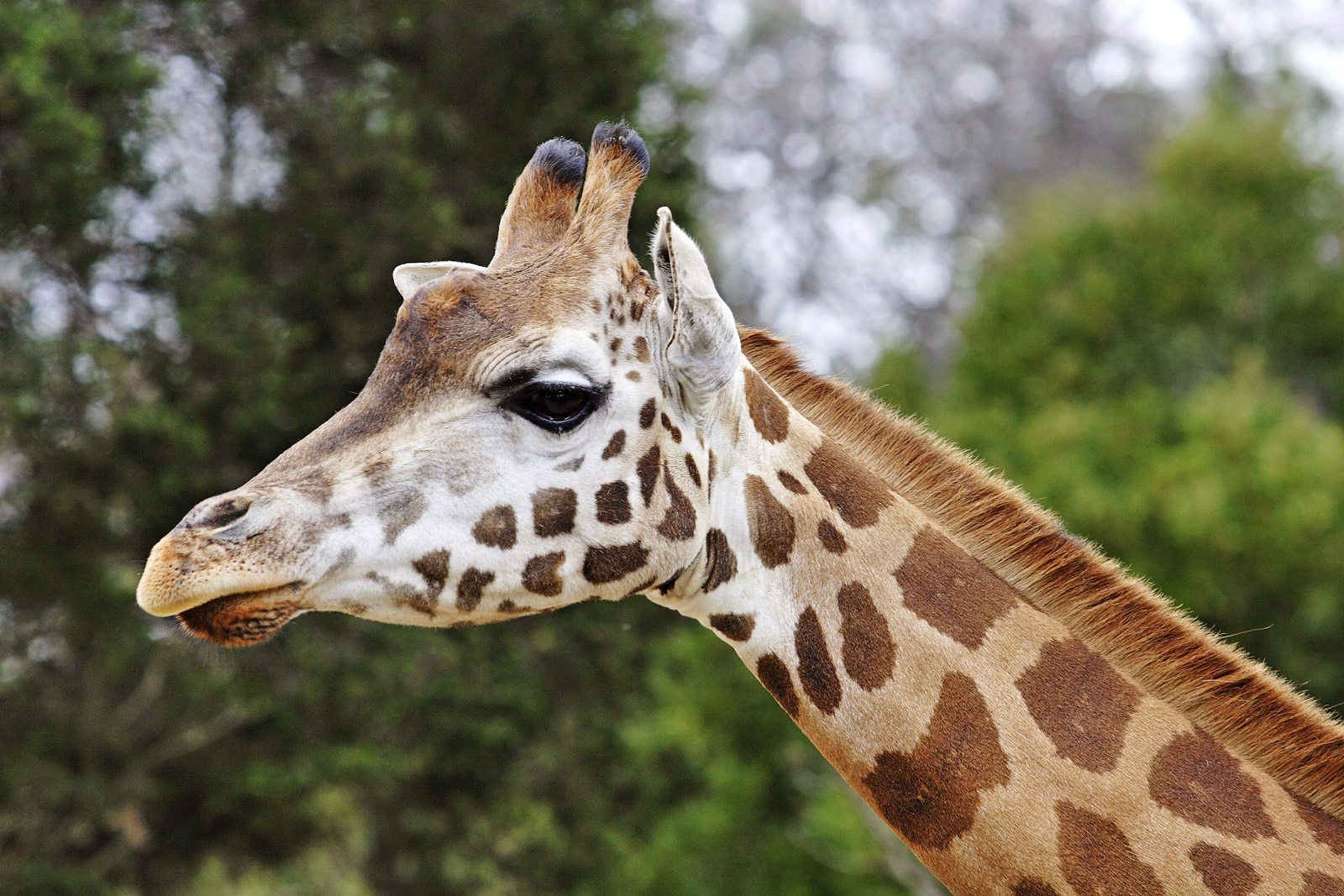
墨爾本動物園的一只长颈鹿头部近照。

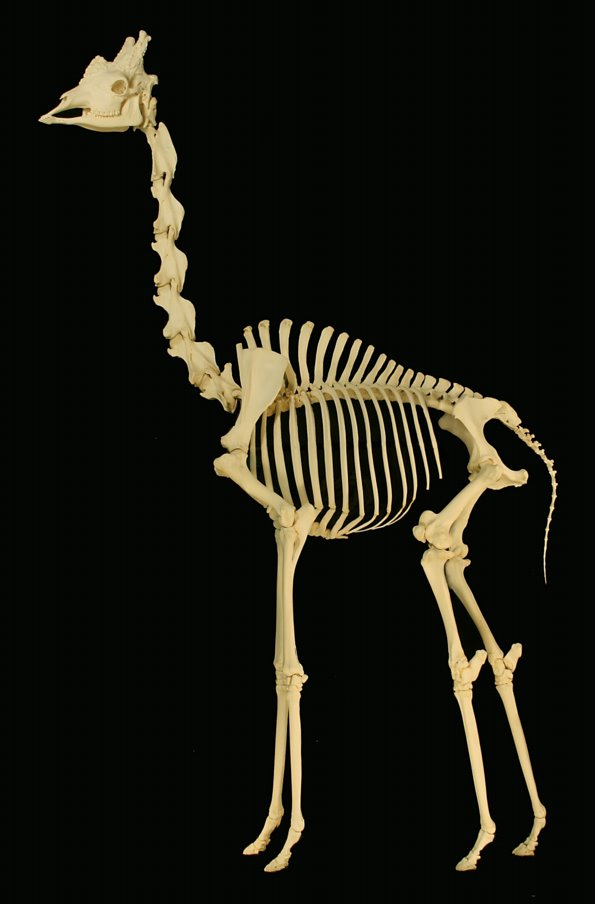
长颈鹿的骨骼，展出于美国奧克拉荷馬市骨骼博物馆

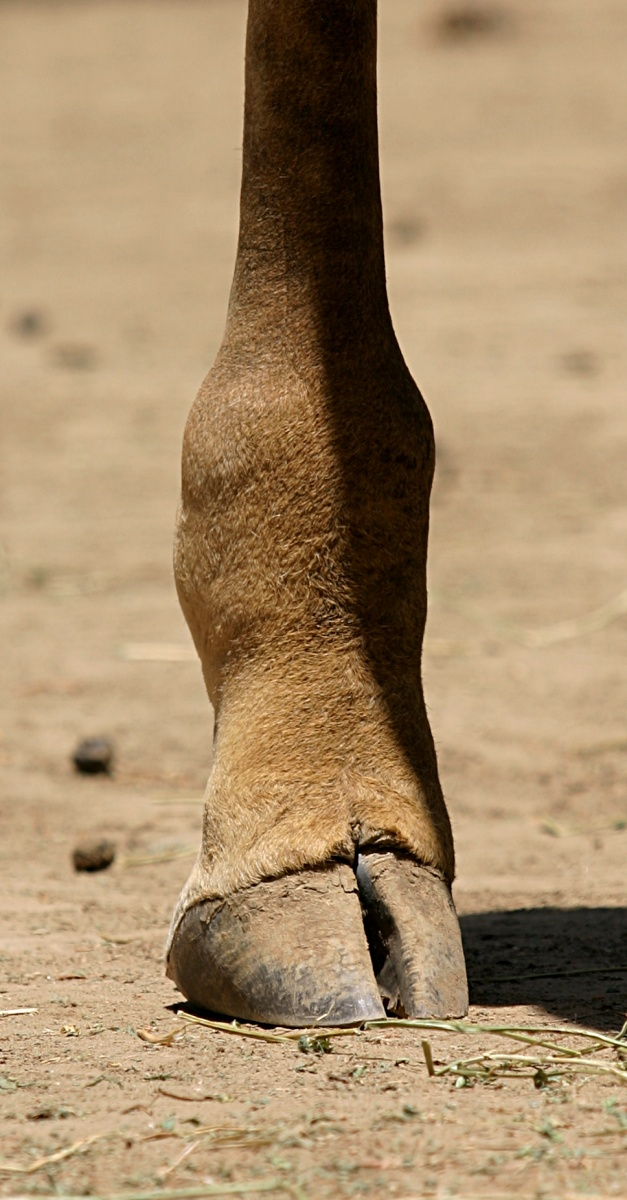
一只马赛长颈鹿的右后腿，摄于圣迭戈动物园

长颈鹿是最高的哺乳动物。成年鹿高度约4.3—5.7（14.1—18.7英尺），其中，雄鹿的平均身高要比雌鹿更高。目前记录到的雄鹿最高达5.88（19.3英尺），最高的雌鹿达5.17（17.0英尺）高。雄鹿的平均重量约为1,192（2,628英磅），而雌鹿的平均重量约为828（1,825英磅）。目前记录到的雄性和雌性长颈鹿最大体重分别是1,930（4,250英磅）和1,180（2,600英磅）。尽管长颈鹿的脖子和腿很长，但它身体的主体部分相对较短。:66它还有一双突出的大眼睛位于头部两侧，再加上身高优势，可以让长颈鹿拥有良好的全方位视觉。:25它拥有色觉:26，听力和嗅觉也十分敏锐。长颈鹿可以利用肌肉控制鼻孔的开闭以防止沙尘和蚂蚁进入。:27
长颈鹿的舌头长约45（18英寸），呈紫黑色，可以保護其不被太陽曬傷；它们會利用舌頭捲取植物、理毛或是清理鼻腔。:27它们的上唇同樣也具有捲取植物的能力，其上的毛髮可以防止長頸鹿被植物的棘刺刺傷。它们的舌頭及口腔內側均佈滿了味蕾。
長頸鹿的花紋由深色（橙色、栗色、棕色至近黑色）的斑塊與淺色（通常為白色或奶油色）的網紋所組成，越成熟的雄鹿毛色越深。這些斑塊的作用主要是提供偽裝，使得它们得以潛藏在稀樹草原林地樹下的斑駁光影之中。然而，即使可以潛藏在林地的樹下，成年長頸鹿仍多半會選擇在開闊區域活動，才能有最好的全方位視野可以發現潛在的掠食者，並仰賴體型與有力的前足進行自我防衛。但是，偽裝能力對於幼犊卻十分重要，大多數的幼年個體會選擇躲藏而非跟隨在母親身旁；此外，過半的幼犊会在第一年內死亡，因此其餘的幼犊必须避免被掠食者攻擊。也就是說，長頸鹿身上的花紋對幼犊來說起了很重要的偽裝作用，而成年長頸鹿僅僅是身上的花紋未褪去而已。不過，深色斑塊下的皮膚也可能有體溫調節的作用，因為這些部位的皮膚中佈滿了複雜的血管系統與汗腺。每一隻長頸鹿個體都有獨特的花紋樣式，可以做為種間個體的辨認依據。
长颈鹿的皮肤大部分是灰色的。厚厚的皮肤使得它能穿过刺灌木丛而不受伤，:34其毛髮則能分泌化學物質防止寄生蟲寄生，並給予長頸鹿一種特殊的氣味。目前已知於毛髮中至少有11種主要的芳香性化學物質，然而大部分的氣味是由吲哚與糞臭素所造成的。雄性的氣味較雌性明顯，因此氣味可能也具有吸引異性的功能。長頸鹿的脖子上具有由短而直立的毛髮組成的鬃毛，1（3英尺3英寸）長的尾巴尾端有一撮暗色的毛髮，可以用來驅趕昆蟲。:36

### 颅骨和皮骨角
长颈鹿两性头部都有突出的角状结构，称为皮骨角，由骨化的軟骨形成，外層有皮膚包覆並且與顱骨的顶骨融合在一起，可以用來進行雄性之間的爭鬥；皮骨角中有血液流通，能够調節體溫。皮骨角的外型可以用來有效判別長頸鹿的性別與年齡，雌性與幼鹿的角較為細瘦且上方有一撮毛髮，雄性的角末端則為結瘤狀、无毛。另外，它们的颅骨前部长了中等大小的凸起，在雄鹿身上尤为突出。它们的顱骨之中有若干腔室，可以減輕重量負荷；:70雄性長頸鹿顱骨會隨著钙值累積而逐漸形成隆起，顱骨的重量也会进一步增加，在與其他雄性競爭時可以用來當作揮擊的武器。長頸鹿的上顎长有溝槽，但没有前齒，:26其大臼齿表面粗糙。:27

### 腿部、运动系统和形态姿势
长颈鹿的前肢和后肢几乎一样长，其前腿的桡骨和尺骨由腕骨连接，虽然在结构上等同于人类手腕，但其实际功能却类似于膝盖。长颈鹿腿上的悬韧带似乎可以让瘦长的腿有能力承受巨大重量。其蹄直径达到30（12英寸），雄性的蹄高15（5.9英寸），雌性的蹄高10（3.9英寸）。:36每只蹄的后部都很低，球節靠近地面，因此脚可以为动物的体重提供额外的支撑。長頸鹿没有懸蹄與趾間腺體。它们的骨盆雖然很短，但是卻具有明顯寬大的髂骨。
長頸鹿只有兩種步態：行走以及躍步。它们在行走時會同時移動身體同一側的前後腿，然後再移動另一側的前後腿。而在躍步時，後腿會先跨越至前腿前，然後前腿再向前伸，同時尾巴也會向上蜷曲。它们在躍步時仰賴頭頸的前後擺動來維持平衡並做為腿擺動時所產生動量的抗衡。:327–29長頸鹿的速度最高可達60每小時（37英里每小時），並能維持以50每小時（31英里每小時）的速度移動數公里。
长颈鹿在休息时会把四肢折叠起来，让身子躺在上面。:329它需要躺下的时候会先将前肢跪下，再降下身体的其余部分。站起来的时候则是先跪在腿关节上，再伸直后肢，最后前肢站起。这个过程的每一步，它都会摇动头部。:31在人工饲养的环境中，它们平均每天会断断续续睡眠4.6小时，其中大部分是在晚上。睡觉时，它一般会躺下，但也有关于它们直立睡觉的记载，其中很多记载出自年纪较大的长颈鹿。躺下时，长颈鹿会出现间歇性短期“深度睡眠”，这时它的脖子会向后弯曲，头放在臀部、大腿的位置，该睡姿被认为是异相睡眠的表现。长颈鹿弯腰喝水时会张开四肢或者弯曲膝盖。它不擅长游泳，因为它的四肢过长，在水中会很笨重，不过应该能在水中漂浮。游泳时，前肢会将胸腔位置向下拽，这会导致它既无法让其颈部同四肢协调运动，也不能让头一直露出水面呼吸。

### 颈部

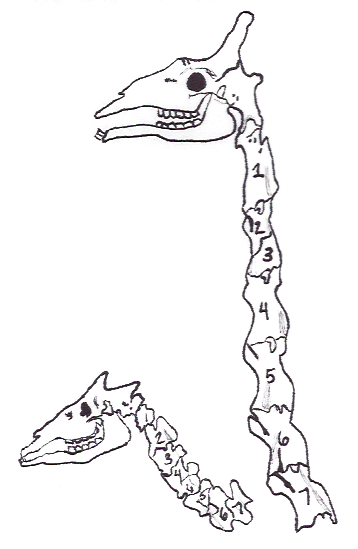
长颈鹿（右）与其近亲物种㺢㹢狓（左）的颈椎都是七块骨头

长颈鹿的脖子非常长，可以达到2—2.4（6.6—7.9英尺），占其身长的很大一部分。:29它的长颈是由于颈椎不成比例的延长导致的，而非颈椎骨的增多。每一節頸椎長度都超過28（11英寸），:71整段頸椎則占了長頸鹿脊椎長度的52%–54%，而其他大型有蹄類則多半僅佔27%–33%，包括長頸鹿的近親㺢㹢狓。頸部的長度在出生後才會開始大幅增加，可能是因為如果幼犢頸部比例與成年個體相同則將會使母鹿的生產變得極為困難。頭頸部由大塊的肌肉以及強韌的頸韌帶所支撐，這些韌帶與胸椎前端的神經棘連結，形成明顯的隆起。

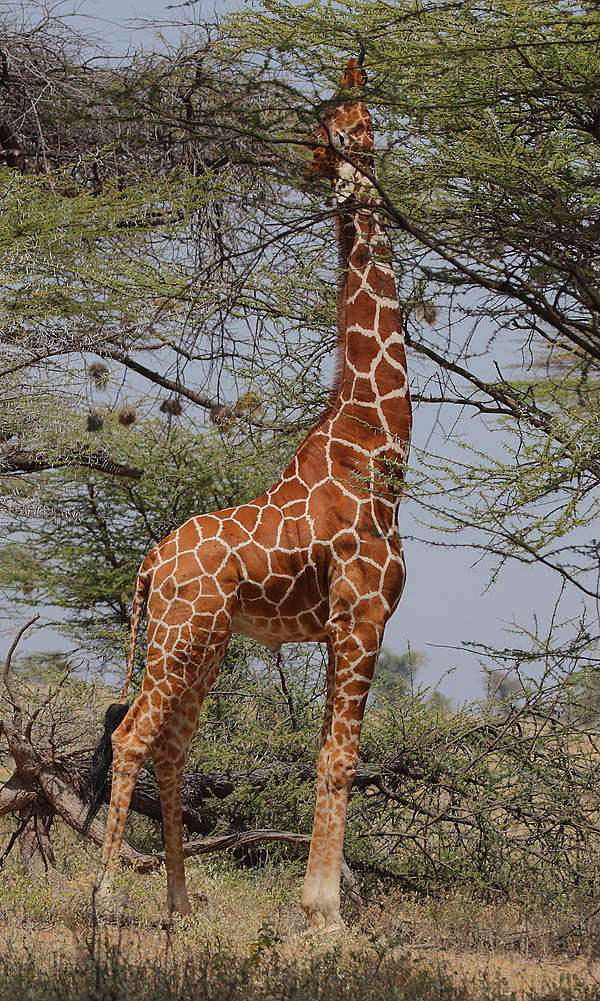
一头成年雄性网纹长颈鹿正在相思树下仰头进食，摄于肯尼亚

长颈鹿的颈椎结构是杵臼關節。:71其头骨和胸骨之间的寰枢关节能让头垂直于地面，从而让舌头够到更多树叶。:29其颈椎和胸椎之间的关节位于第一胸椎（T1）和第二胸椎（T2）之间，而其他反刍动物都是在第七颈椎（C7）和T1之间。这使得C7起到了延长脖子的作用。有人因此提议，长颈鹿的T1实则应为C8，它实际上多出了一块颈椎。不过，该观点并未被广泛接受，因为T1还有其他形态学上的特征，比如是否与肋骨相连（该特征常用于判断一块椎骨是否是胸椎），而且正常哺乳动物的颈椎都只有七块，例外情况通常由神经异常、疾病造成。
围绕长颈鹿的脖子如何进化成现今的长度有若干假说。查尔斯·达尔文早先提出“食嫩叶动物竞争假说”（英語：competing browser hypothesis），但在最近被质疑。该假说认为，小型食嫩叶动物（如条纹羚、小岩羚、高角羚）之间的相互竞争让长颈鹿的脖子越来越长，可以让它们够到其他竞争者够不到的食物。该优势确实为长颈鹿带来很大便利——它们能够到4.5（15英尺）高的地方，而其他较大的竞争对手，比如条纹羚，就只能够到2（6英尺7英寸）处。此外亦有研究表明，在较低的高度下，食嫩叶动物竞争更激烈，长颈鹿处于较高的树顶位置，每吃一口能获取到的生物质能更高，因此进食更有效率。然而，在长颈鹿花了多久时间在其他食嫩叶动物无法企及的高度进食的问题上，科学界仍未达成共识。一项2010年的研究发现，在旱灾发生时，成年长颈鹿中脖子较长的死亡率要高于脖子较短的。该研究表明长脖子的耗能要更高一些，在食物短缺的时候，长脖子的长颈鹿风险更大。
另一假说——性選擇假说，指出长脖子是长颈鹿进化出的第二性征，让雄鹿在“脖击”（见下文）中更占优势，也能让容易受精的异性更加青睐。同年龄的长颈鹿中，雄性的脖子要更长、更重，而且它们也没有其他互相争斗的方式。然而，此理论的反对观点认为，性选择假说并未指出为何雌鹿的脖子也这么长。还有的假说认为，脖子能够让它们对周遭环境更警惕、反应更机敏。

### 内部系统

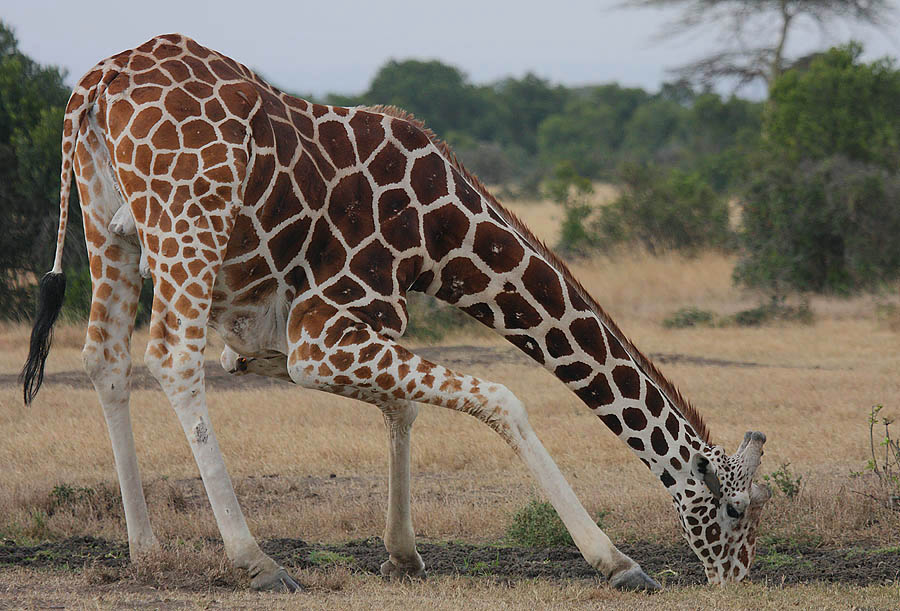
一只肯尼亚的网纹长颈鹿弯下来喝水。循环系统能够很好地调节从颈部冲下来的血流。

在哺乳动物中，左侧的喉返神經通常比右侧的要长。长颈鹿的左喉返神經比右边的长30（12英寸），长度2（6英尺7英寸），比地球上现存任何生物的都要长。喉返神经的每一个神经细胞都从脑干开始，沿着迷走神经延伸，并分支到经由颈部返回喉部的喉返神经上。因此在大型长颈鹿身上，这些神经元可长达近5（16英尺）。它们的大脑结构和家牛类似，:31可通过鼻腔进行降温。长颈鹿的骨架导致其肺活量相较于其硕大的身形来说很小。虽然它们的气管很窄，但其长长的脖颈形成了体积较大的无效腔。这一系列因素导致空气流通度降低，不过它们还是能给自身器官提供足够的氧气，在奔跑时可以增加呼吸频率、氧气扩散度。

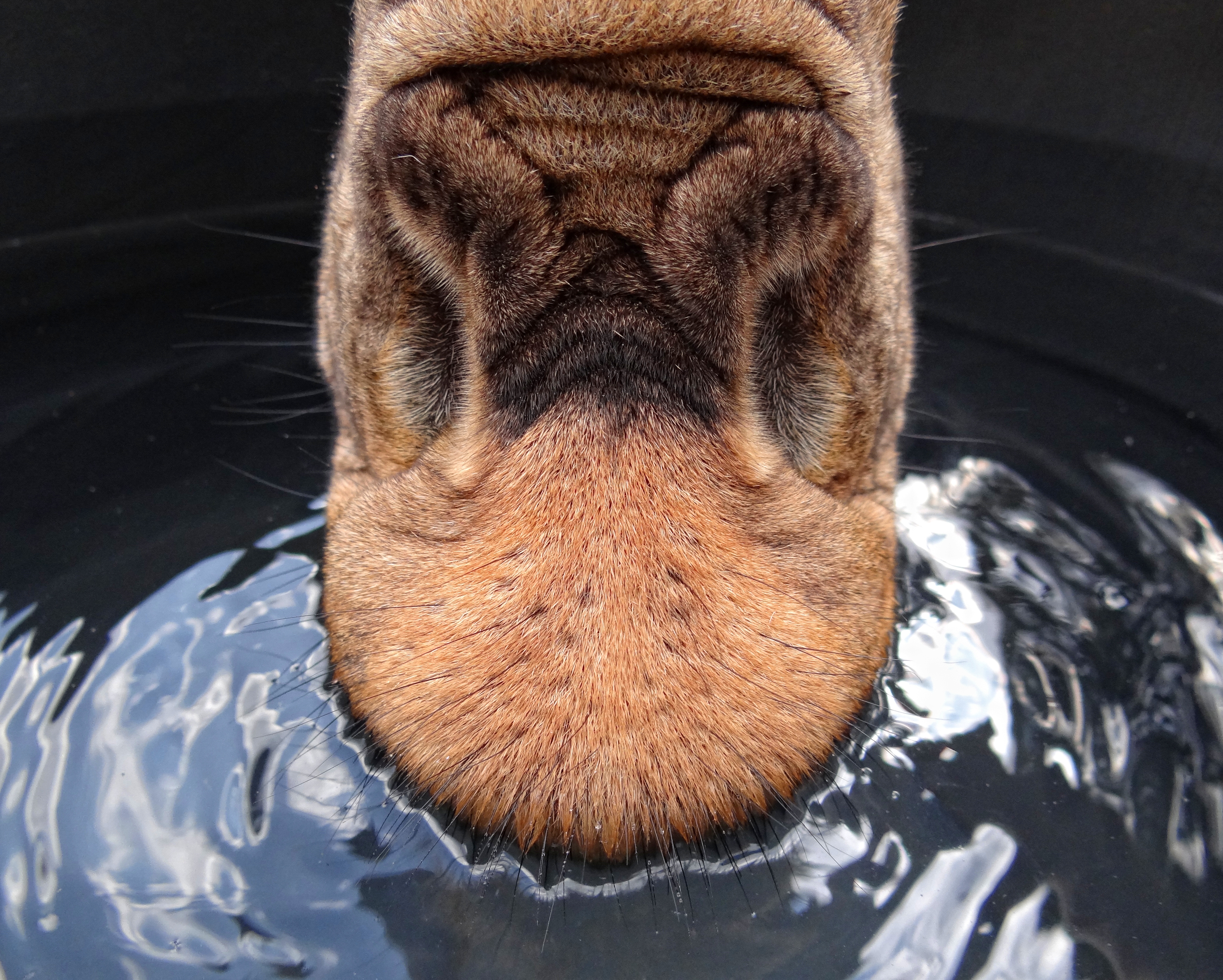
长颈鹿喝水时的吻端

长颈鹿的循环系统也因其身高而发生了变化。其心脏重量超过11（25英磅），长60（2英尺），是人类维持向大脑供血的血压的两倍，心脏壁厚达7.5（3.0英寸）。在大型动物中长颈鹿的心率很高，达到每分钟150下。:76当它们低头时，血流会顺着脖子近乎无阻碍地冲向头部，在靠近头部的地方会遇到一个截面很大的迷網，阻止血涌入头部。它们抬头时，血管会收缩，将血压向头部，防止其缺血过多而晕厥。颈静脉中还有若干（通常是七个）瓣膜，能在长颈鹿低头时阻止血液从下腔靜脈和心房回流入头部。与此相对，长颈鹿腿部的血管承受了极大的血流，因此其小腿的皮肤又厚又紧，以防过量血液涌入。
长颈鹿的食道很强壮，能让食物经颈部回流至嘴中以反刍。:78和其他反刍动物一样，其胃腔分为四室，其中第一室已经适应了它们独有的饮食习惯。它们的肠道长达至少70（230英尺），并且小肠和大肠长度的比值相对较小。长颈鹿的肝脏小而紧实。:76在胎儿时期，它们通常长有胆囊，但会在出生之前消失。

## 行为与生态

### 栖息地和饮食

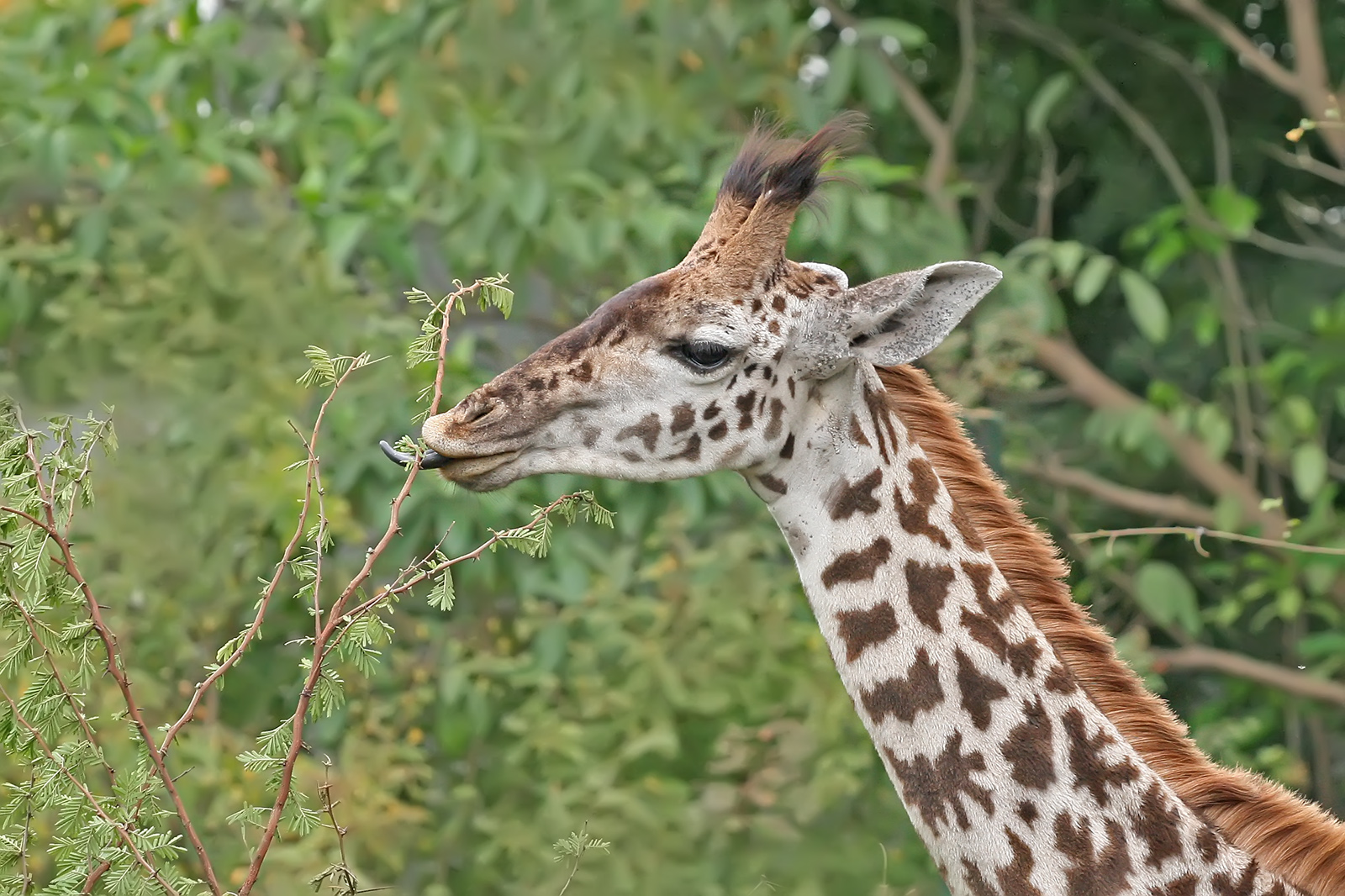
在坦桑尼亚，一只马赛长颈鹿伸出舌头进食。牠的舌头，嘴唇和上颚都很厚实，足以应对树上的尖刺。

長頸鹿多半棲息於疏林草原或是開放疏林，更喜欢含羞草亚科没药属、风车藤属與榄仁树属組成的開闊林地，而非短蓋豆屬為主的密集林地。:322另外，安哥拉長頸鹿还会栖息在沙漠。長頸鹿以樹木的嫩枝與樹葉為食，偏好金合歡族、没药属與榄仁树属，这些植物能提供牠们成長所需的必要鈣質及蛋白質來源；牠们也以灌木、草、水果為食。:324一頭成年長頸鹿一天需要進食約34（75英磅）的枝葉。处于应激状态下时，長頸鹿會去啃食樹枝上的樹皮。牠们雖然屬於食草动物，但也會被屍體吸引，舔拭骨頭上的乾肉。:325
在雨季，食物丰富，长颈鹿分布更广，而在旱季，牠们聚集在剩下的常绿乔木和灌木丛周围。母親一般會在較為開闊的區域進食，讓牠們有更好的視野可以發現掠食者，即使在這裡的食物普遍並沒有這麼豐富。作為反芻動物，牠们會先咀嚼食物，吞下並稍微消化後，半消化的食物會再回到口中繼續咀嚼。:78–79牠们在進食時會分泌大量唾液，甚至有可能溢出口外。:27比起其他大型草食動物，長頸鹿的進食量明顯較少，這是因為牠们所攝取的枝葉多半具有較高的營養價值，而且消化系統效率也很高。長頸鹿的糞便呈小顆粒狀。水源充沛时，它们的飲水間隔時間不會超過三天。
长颈鹿对牠们食用树的影响很大，这些树的幼苗发育比正常晚好几年，高大的树木上也会因长颈鹿的啃食而出现“腰线”。日出后一个小时和日落后的一个小时是长颈鹿的进食高峰期，其他时间牠们会反刍，主要在晚上躺着的时候进行。

### 社会性

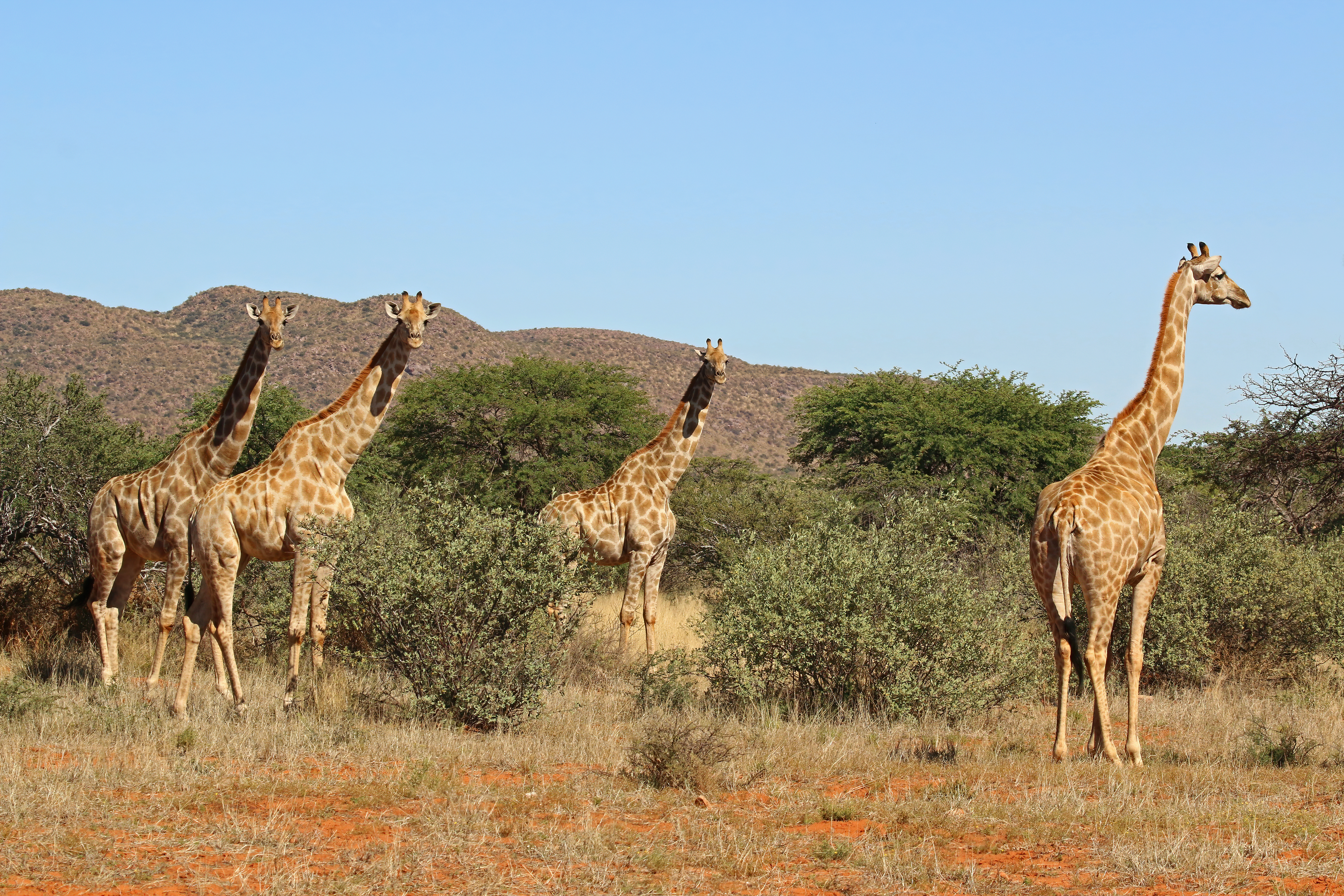
在南非茨瓦卢喀拉哈里保护区内的一群南部长颈鹿。长颈鹿通常聚集成群。

长颈鹿通常成不同规模的群出现，一般这些群体的组成被认为是开放且不断变化的。出于研究目的，这里的“群体”被定义为“相距不足一公里且朝着相同方向移动的个体集合。”最近的研究发现长颈鹿确实具有长期的社交关系，并可能根据亲属，性别或其他因素形成群体或成对。这些群体可能经常在裂变融合社群中与较大群体或子群体相互联系。同一群体的长颈鹿数量最多可达到44只。
长颈鹿群体倾向于性别隔离、形成单一性别的群体，不过也有记载存在由成年雌性和年轻雄性组成的混合性别群体。长颈鹿群体是由母亲和幼犊组成的群体会特别稳定，可以持续数周或数月。这些群体中，个体之间的社交凝聚力是由幼年个体之间形成的纽带维系的。:330雌性的交往似乎是以空间利用为基础的，并且个体之间可能由母系制度联系。 一般来说，雌性比雄性更倾向于与同性交往。年轻的雄性也会形成一个群体，并会进行打斗。但是，随着年龄的增长，雄性个体变得孤僻，但也有可能与雌性结对或成群。长颈鹿不是领域性动物，但是它们有自己的家域。雄鹿偶尔会游荡到远离它们常去的地方。:329
尽管长颈鹿通常安静无声，但它们会用各种声音进行交流。在求爱过程中，雄性会发出大声的咳嗽声。雌鹿用吼叫来呼唤它们的幼犊。幼犊会发出呼噜声、咩咩声、哞哞声和喵喵声。长颈鹿也会打鼾、嘶嘶、呻吟、咕哝，还会发出长笛般的声音。夜间，它们会在次声范围以上互相哼叫，目的不明。

### 繁殖和亲代抚育
长颈鹿大体上实行多配偶制：几头年长雄性与有生育能力的雌性交配。雄鹿会尝雌性的尿液来判断雌性的生育能力、评估，该过程被称为裂唇嗅反應。较之于未成年、年老雌鹿，雄性更喜欢与年轻成年雌性交配。雄性在发现发情的雌性后便会向对方求偶，并支开其他不占优的雄性。求偶时，雄性会舔舐雌性的尾巴，头和颈靠在雌性的身子上，或者用角轻轻顶雌性。交配时，雄鹿会站在自己后腿上，前腿搭在雌鹿的两侧。
长颈鹿的孕期长400到460天，通常一次性产下一胎，不过偶尔也会有双胞胎的情况。雌鹿直立分娩。分娩时，幼犊破开胎膜，头和前肢先出来，然后落至地面，脐带断裂。母亲会给小长颈鹿梳理毛发，并帮助它站起来。:40刚出生的幼犊高1.7—2（5.6—6.6英尺）。数小时后，幼犊就能四处奔跑，与一周大的幼犊相差无几。不过，在出生的头一至三周，幼犊基本上在东躲西藏；其皮毛上的色块能提供伪装。皮骨角在未出生前是贴在头皮上的，出生之后的几天内会立起。

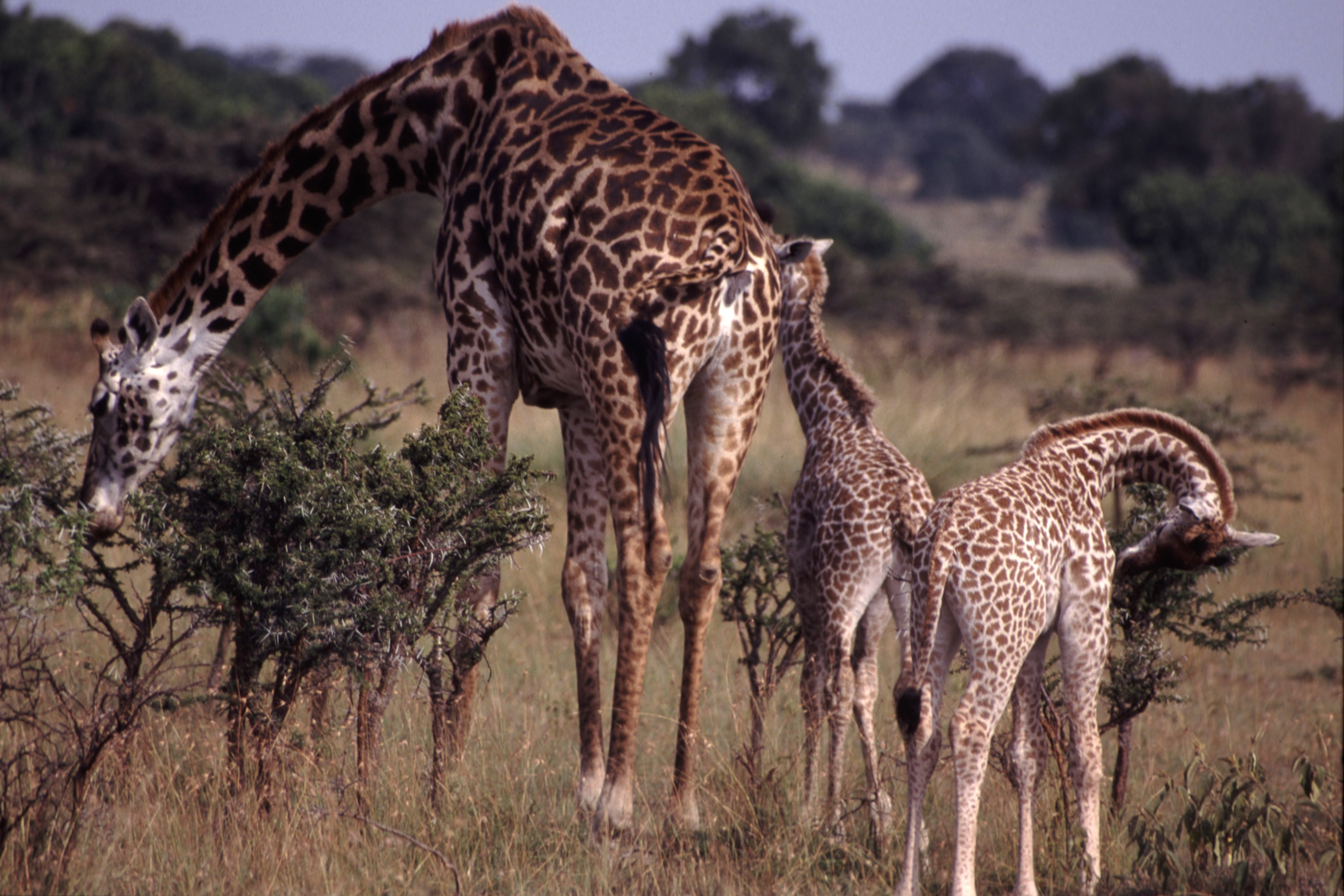
位于肯尼亚的马赛长颈鹿幼崽和成年雌性在进食。抚养后代的主要是雌性长颈鹿。长颈鹿家庭经常成群活动。

带幼崽的母鹿会一起行动，一起进食，有时母鹿会将幼崽留给其他长颈鹿照看，自己去别处觅食、饮水。这一现象被称为“托婴”。成年雄性几乎不参与抚养长颈鹿幼崽，:337不过它们之间时常有良性的互动。幼崽很容易被捕食者盯上，所以母鹿会时常相伴左右，并踢走任何企图靠近的捕食者。负责托婴的母鹿在遇到危险时只会警告自己的幼犊，不过其他幼犊也会注意到并跟上来。
长颈鹿后代与母亲在一起的时间长短不一，不过可以一直待到母亲下一次产犊。小长颈鹿的哺乳期最短一个月:335，最长一年。雌性长颈鹿四岁时性成熟，雄性在四到五岁成熟。雄鹿的精子发生在三到四岁已经开始了，但是必须等到至少七岁才有机会交配。:40

### 脖击

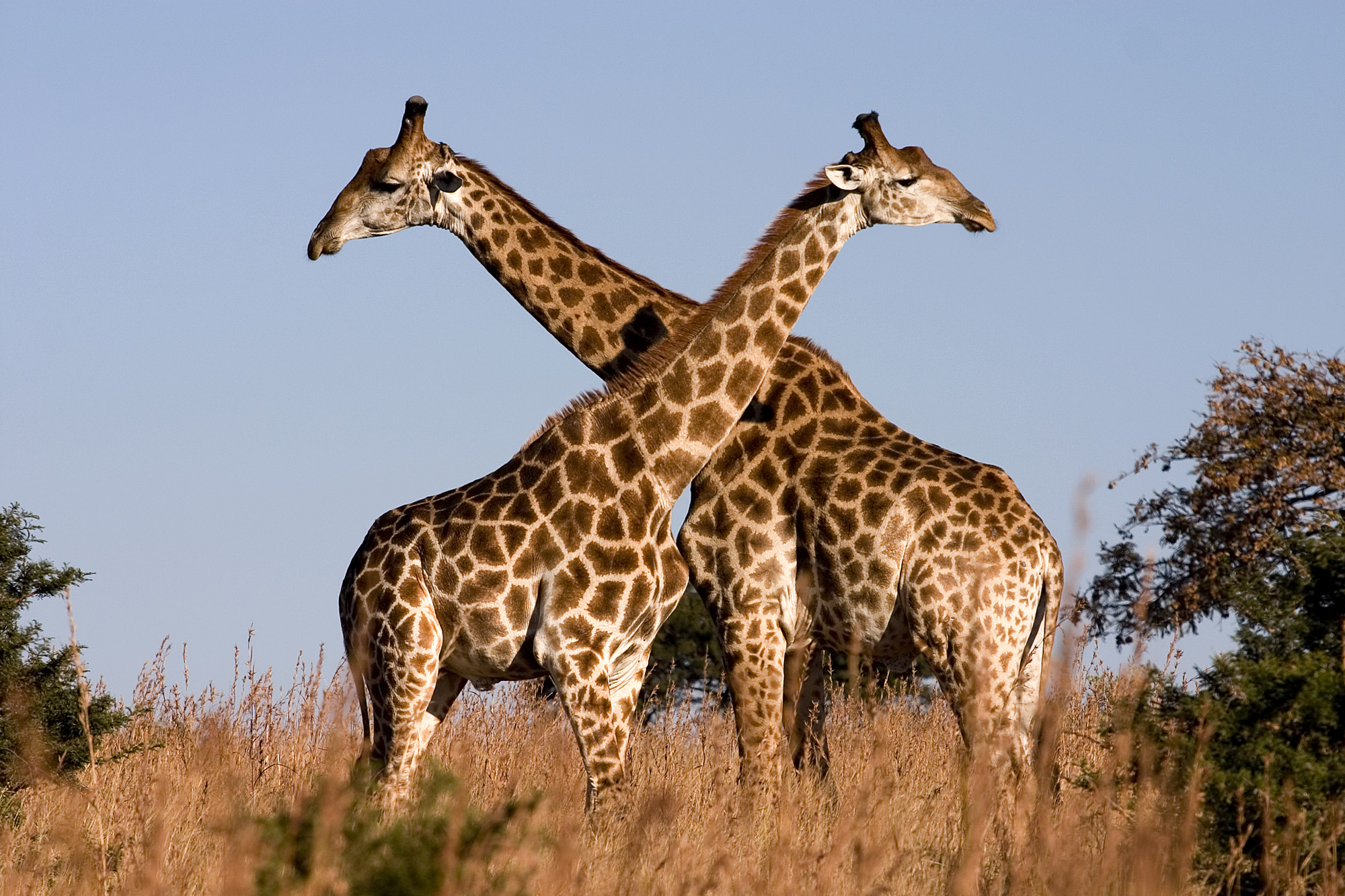
在南非的夸祖魯-納塔爾省野生动物保护区，雄性南方长颈鹿通过低强度脖击来展示自己优势地位。

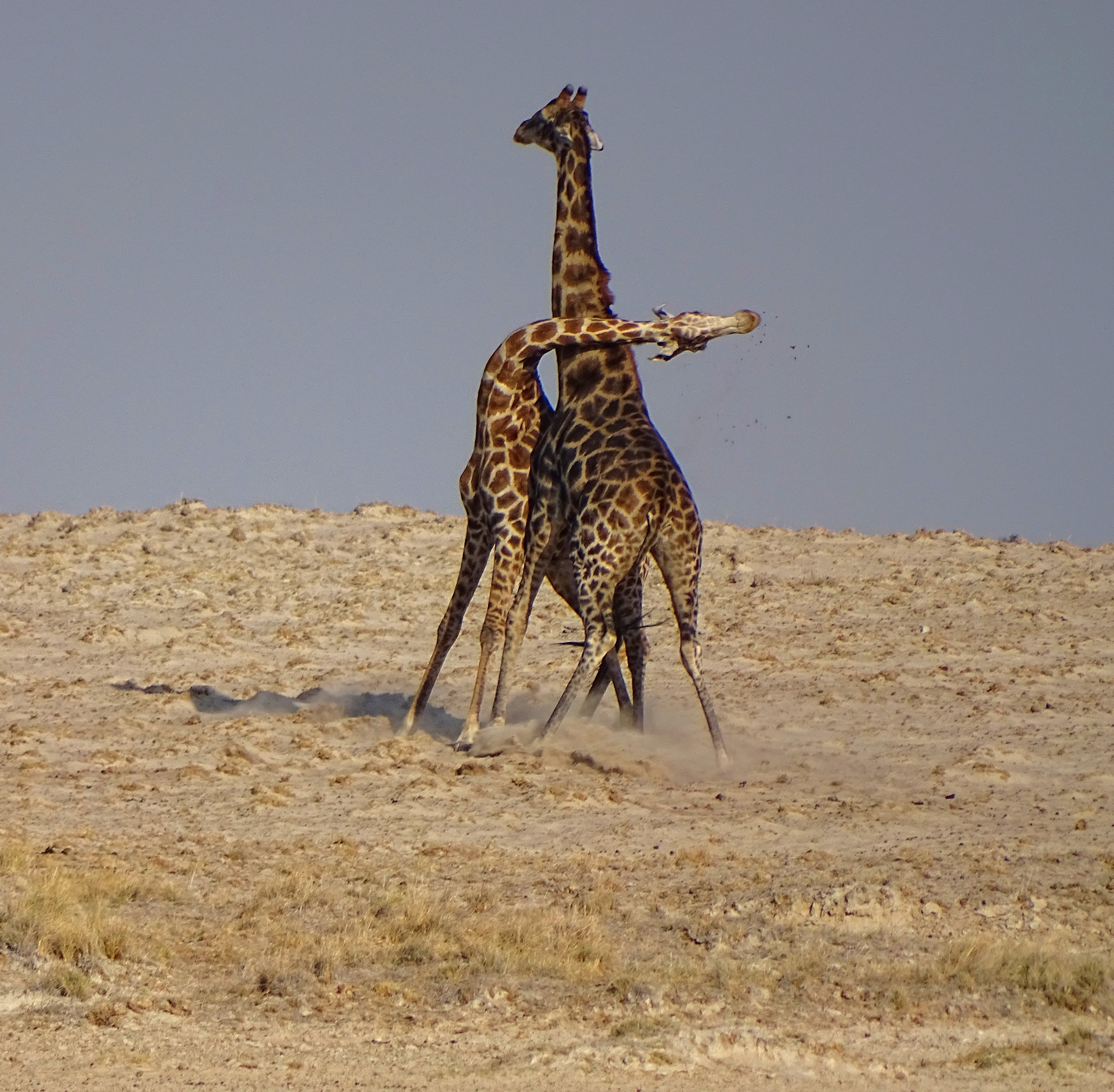
纳米比亚的一对冲突中的南方长颈鹿，他们采用了更激进的高强度脖击。

雄鹿在战斗中以脖子为武器，这种行为被称为“脖击”。脖击用于建立支配地位，赢得脖击的雄鹿具有更大的生殖成功率。脖击有两种模式：低强度脖击和高强度脖击。低强度脖击中，双方会相互摩擦并靠向对方，站得更坚挺的一方获胜。高强度脖击中，双方会伸开前肢并甩脖子，用皮骨角进行攻击，也会躲闪并准备反击。脖击的力量取决于头骨重量以及甩动脖子的弧度。如果交战双方不分伯仲的话，脖击甚至可持续半小时以上。:331虽然大部分脖击不会造成严重伤害，但有的长颈鹿在脖击中会折断下巴、颈部，甚至死亡。
脖击后，雄鹿会互相爱抚、求爱，这一互动的频率甚至比异性长颈鹿之间的都要高。一项研究显示，94%以上的骑乘发生在雄性之间。同性之间的活动占比在30%–75%之间。只有1%的同性骑乘行为是在两头雌性之间的。

### 死亡率和健康状况

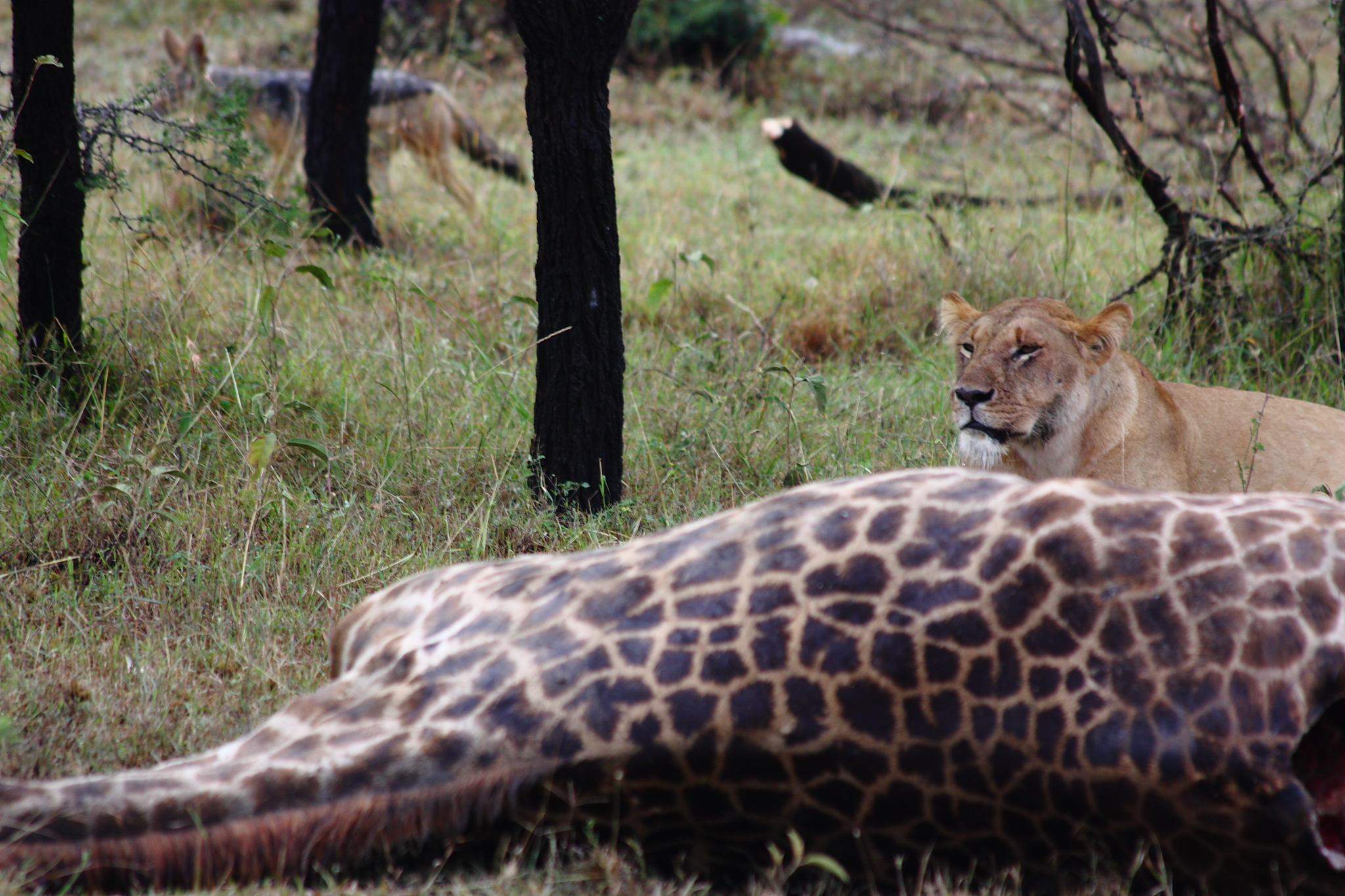
一头狮子和一头被猎杀的成年马赛长颈鹿

成年长颈鹿的存活率很高，而且在反刍动物中寿命也很长，在野外可存活长达38年。由於成年長頸鹿巨大的體型、優越的視野以及強力的踢擊，它们通常不会被掠食者盯上（狮子除外）。長頸鹿是克留格爾國家公園大貓最主要的獵物，在低頭喝水時也会成為尼羅鱷的攻擊目標。未成年個體較成年個體來得脆弱，是豹、斑鬣狗及非洲野犬的獵物，僅有25%~50%的幼犢最终成長成成年個體。在不同季節出生的幼犢其存活率也有所不同，在旱季出生的長頸鹿的存活率通常更高。而随著季節遷徙湧現的角马與斑馬也能減少幼犢被掠食者攻擊的機會，進而提高存活率。
有些寄生蟲會仰賴長頸鹿維生。蜱虫（多为璃眼蜱屬、花蜱屬以及扇頭蜱屬）喜欢寄生在长颈鹿生殖器周圍，该处皮膚比其他地方更薄。長頸鹿依靠紅嘴牛椋鳥及黃嘴牛椋鳥來清除這些寄生蟲，这些鸟类对它们还有预警的作用。长颈鹿体内也有若干种寄生虫，极易染病，曾染上过现已灭绝的牛瘟病毒。它们也会患上皮肤病，皮肤上会出现皱纹、皮损或皮裂。在坦桑尼亚，该皮肤病由线虫感染所引起，并还会出现二次感染的问题。鲁阿哈国家公园中有79%的长颈鹿有患病迹象，但塔兰吉雷国家公园中无任何死亡个体，患病率在土壤肥沃的地区亦有所降低。

## 大眾文化

### 命名
長頸鹿的名稱最早起源於阿拉伯语單詞“‎”（拉丁化：zarāfah，意為“行走快速之物”），可能取自索馬里語中对该动物的称呼“geri”。在中古英语中長頸鹿有多種拼法，例如“jarraf”“ziraph”和“gerfauntz”。意大利语中的出現於1590年代。現代英語中對長頸鹿的稱法在1600年左右出現，源自法语中的。“驼豹”（Camelopard）是古英语中对长颈鹿的称呼，这个词起源于古希臘語，用于代指拥有骆驼一样的身体和豹一样的花纹的动物。
受中国影响（见下文关于郑和出海的部分），“长颈鹿”一词在日本及韓國仍稱“麒麟”（日语： kirin，韩语： gilin），台语使用者也称「麒麟鹿」。

### 文化、科技与艺术

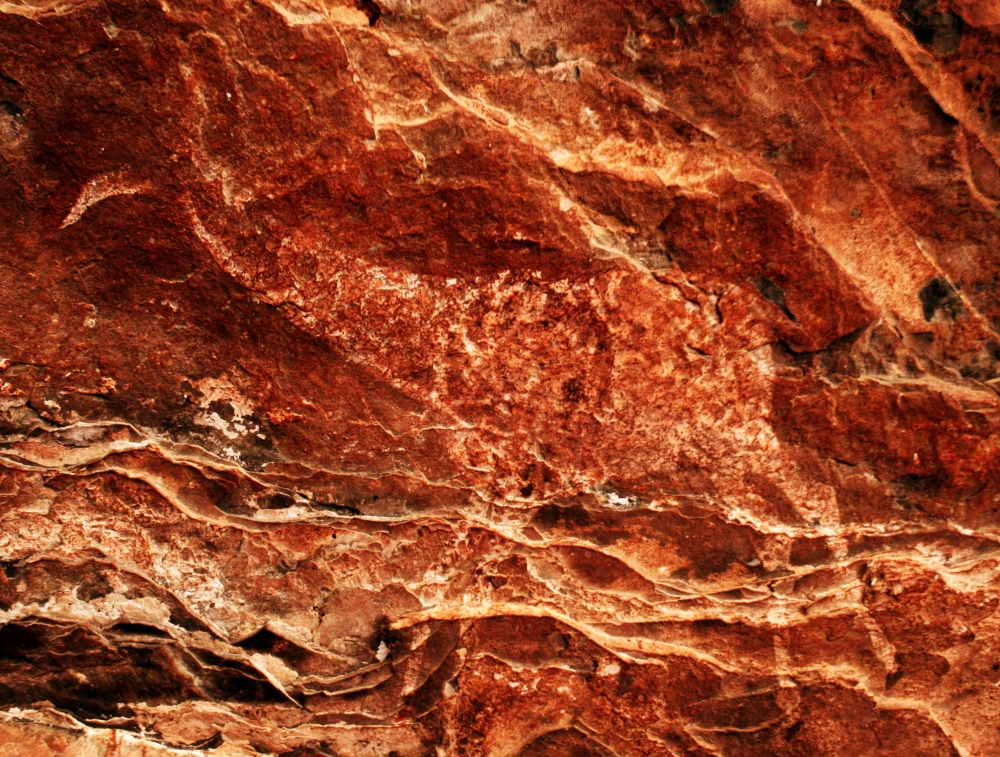
在纳米比亚描绘长颈鹿的古老岩画

人类与长颈鹿相处的历史已经有数千年。南非的萨恩人有将医疗舞蹈（巫舞）命名为动物的传统，其中就有治疗头部疾病的长颈鹿舞。长颈鹿为何长得这么高一直是非洲民俗中热议的话题，比如东非某民俗认为这是因为它们吃了太多神奇的草药。长颈鹿在整个非洲范围内都是重要的艺术元素，尤其是早期文明，如基弗、古埃及、麦罗埃和努比亚。:45–47基弗人曾制作了一个包含两个长颈鹿的等身大小的岩石雕刻，这也是世界上最大的岩画。:45古埃及人为长颈鹿创造了圣书体写法𓃱，在埃及语中代表“sr”之后又代表“mmy”。:49古埃及人还将它们作为宠物饲养并运送到地中海沿岸各地。:48–49中国典籍关于长颈鹿的记载，最早出自宋代李石所著《续博物志》，记录非洲索马里沿岸拨拔力古国出产的异兽，身高一丈余颈长九尺。宋代赵汝适著《诸蕃志》中称非洲长颈鹿为徂蜡：“状如驼驰，而大如牛，色黄，前脚高五尺，后低三尺，头高向上。”在古希腊和古罗马的记述中也存在长颈鹿，但它们被认为是骆驼和猎豹的不自然杂交体。:50长颈鹿是被收集并送回罗马展览的众多动物之一。罗马的第一头长颈鹿出现在公元前46年，由尤利烏斯·凱撒带回。:52随着罗马帝国的衰落，在欧洲饲养的长颈鹿逐渐绝种。:54中世纪时，阿拉伯人非常推崇长颈鹿独特的身型，欧洲人对于它们的认识主要来自于和阿拉伯人的交流。

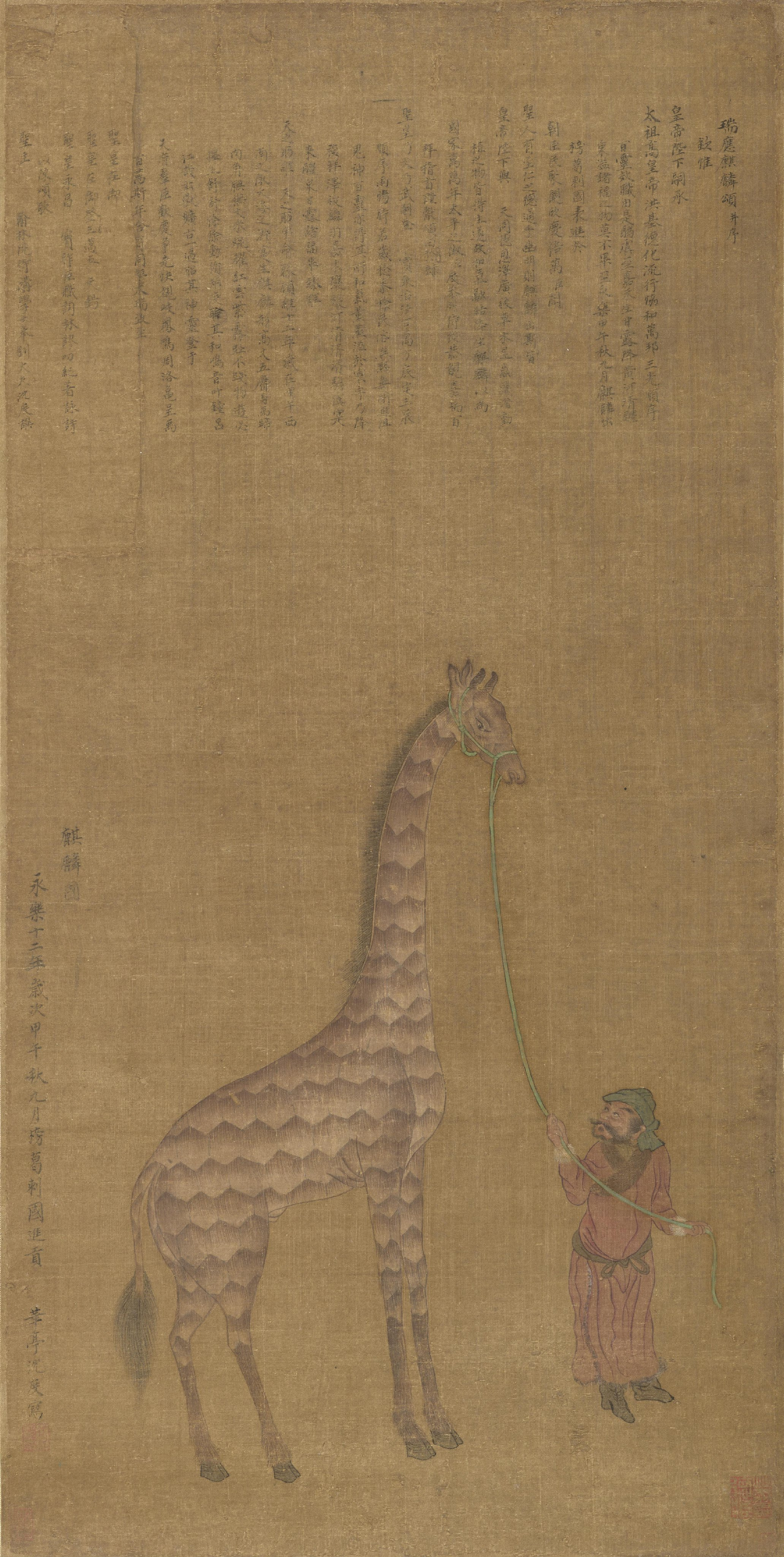
清代陈璋根据明代沈度的《瑞应麒麟图》临摹而成的《榜葛剌进麒麟图》，现藏于中国国家博物馆。该图描绘永乐十二年（1414年）榜葛剌（今孟加拉）使臣向明成祖进贡长颈鹿的场景。

在各地古代史中，被圈养的长颈鹿虽然数量并不多，但一般享有崇高的地位。明朝永乐十二年（1414年），时值郑和第四次出海，榜葛剌国（今孟加拉）使臣将两只长颈鹿进贡给明成祖，当时东非土语中的长颈鹿叫giri，因此使臣依照发音称这些进贡的动物就是“麒麟”。:56在中国传说中，麒麟为祥瑞之兽，明成祖便将其视为祥瑞之兆，命人撰文并绘图记录，以此标榜自己施政的伟大。存世的图像记录仅有传沈度所绘的《麒麟图》。1486年，一只长颈鹿被敬献给洛伦佐·德·美第奇并命名为美第奇长颈鹿，它一抵达佛罗伦萨便引起了轰动。另外一只著名的长颈鹿，扎拉法，在十九世纪早期被穆罕默德·阿里帕夏送给查理十世。它在巴黎了引起了轰动，市面上一时流行大量的纪念品，甚至出现了“giraffanalia”一词来专门指代这类长颈鹿纪念品。:81
长颈鹿在现代文化中也占有一席之地。艺术家萨尔瓦多·达利在他的超现实主义绘画中将长颈鹿描绘成一种拥有燃烧的鬃毛的生物。达利认为长颈鹿是男子气概的象征，而燃烧的长颈鹿则是“男性宇宙的末日怪物（masculine cosmic apocalyptic monster）”。:123长颈鹿也是儿童读物中常见的元素，包括大卫·A·乌弗的《怕高的长颈鹿（The Giraffe Who Was Afraid of Heights）》；吉尔斯·安德烈的《长颈鹿不会跳舞（Giraffes Can't Dance）》；羅爾德·達爾的《长颈鹿，佩利和我（The Giraffe and the Pelly and Me）》。长颈鹿多次作为动画中的次要角色出现在华特迪士尼公司的动画电影中，比如《狮子王》和《小飞象》，并在《野蛮任务》和《馬達加斯加系列電影》中扮演相当重要的角色。苏菲小鹿宝宝自1961年推出以来，都是奶嘴的热门产品。美国玩具连锁店玩具反斗城的吉祥物也是长颈鹿。:127
长颈鹿也被用于一些科学实验和研究。科学家在为宇航员和战斗机飞行员研制服装的时候广泛研究了长颈鹿的特征，:76因为这些人在处于高重力加速度环境时，血液会急速流向下半身，十分危险。计算机科学家利用反应-扩散机制对几种长颈鹿的外皮样式进行了建模。
十七世纪命名的鹿豹座，描绘的形象就是一只长颈鹿。:119–20茨瓦纳人的传统将南十字座看作两只长颈鹿。其中十字架二和十字架三组成了一只雄鹿，而十字架一和十字架四构成了一只雌鹿。

### 掠夺与保育

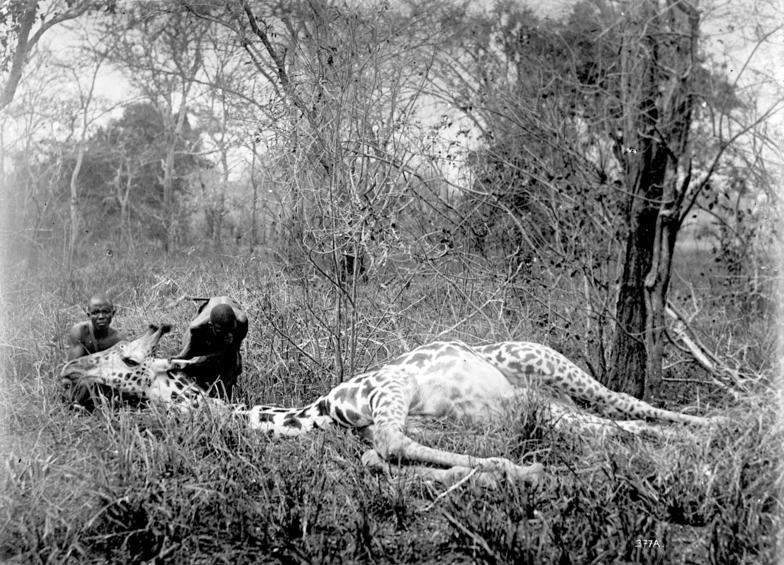
在二十世纪早期于德屬東非被当地部落猎杀的马赛长颈鹿。

长颈鹿是整个非洲的猎人的共同目标。被猎杀后，它们身体的各部分都有不同用途：肉主要用于食用；尾毛主要用于制作苍蝇拍，手镯，项链和线；皮肤可以被制成盾牌，凉鞋和鼓，筋还能用于制作乐器的弦；传统布干达的医师使用燃烧长颈鹿皮产生的烟雾来治疗流鼻血。苏丹的胡穆尔人常常饮用一种名为Umm Nyolokhh的饮料。该液体的主要原料是长颈鹿的肝脏和骨髓，通常包含二甲基色胺和它们食物中所包含的精神活性物质，饮用后或可致幻，能看到长颈鹿，因此该饮品被认为蕴含着长颈鹿的灵魂。在19世纪，欧洲探险家开始将猎杀长颈鹿作为一种打猎运动。
栖息地破坏也影响了长颈鹿的生存：在萨赫勒，对牲畜的放牧空间和木柴的需求导致了森林砍伐。通常，长颈鹿可以与牲畜和谐共存，因为它们不直接与牲畜争夺资源。但在2017年，肯尼亚北部的严重干旱导致牧场稀缺的局势加剧，牧民因此杀害了大量野生动物，长颈鹿种群尤其受到打击。
航空测量法是监测非洲广袤地区长颈鹿种群情况的最方便也是最常用的方法，但这种方法会低估长颈鹿的数量。地面调查法相对更加准确，与航空测量法结合使用，可准确估算种群规模和变化趋势。2010年，长颈鹿被國際自然保護聯盟评估为无危物种，但在2016年又被认定为易危物種。在一些特定地区，如厄立特里亚、几内亚、毛里塔尼亚和塞内加尔，它们已经局部地區滅絕。长颈鹿也有可能已经在安哥拉、马里、奈及利亞灭绝，但是它们已经被引进到卢旺达和斯威士兰。西非长颈鹿和网纹长颈鹿已经被认定为瀕危物種，罗氏长颈鹿被列为近危物种，努比亚长颈鹿则是极危物种。
1997年，乔纳森·金顿认为，努比亚长颈鹿是最受威胁的长颈鹿；截至2018年，世界上大约剩下450头努比亚长颈鹿。私人野生动物保护区对于保护非洲南部的长颈鹿种群帮助很大，比如长颈鹿庄园既是奈洛比的热门酒店，也是罗氏长颈鹿的避难所。长颈鹿在其大部分生活范围内属于保护动物。它是坦桑尼亚的国兽，受法律保护，未经许可狩猎的话会被监禁。2017年，保护迁徙野生动物物种公约将长颈鹿选为保护物种。1985年时估计世界上现存长颈鹿有15.5万头，1999年时则降至14万头，但到了2015年则只剩下9.75万头。截至2010年，经Species360注册认证的动物园中共有1600头长颈鹿。